# Abudefduf natalensis
Abudefduf natalensis là một loài cá biển thuộc chi Abudefduf trong họ Cá thia. Loài này được mô tả lần đầu tiên vào năm 1983.

## Từ nguyên
Từ định danh trong danh pháp được đặt theo tên gọi của tỉnh KwaZulu-Natal (gọi tắt là Natal) thuộc Cộng hòa Nam Phi (–ensis: hậu tố biểu thị nơi chốn).

## Phạm vi phân bố và môi trường sống
A. natalensis được biết đến dọc theo bờ biển phía đông Nam Phi, từ KwaZulu-Natal trải dài đến Đông Cape, và bờ đông của Madagascar. Loài này sống gần những rạn san hô và đá ngầm ở độ sâu đến ít nhất là 25 m.

## Mô tả
A. natalensis có chiều dài cơ thể tối đa được ghi nhận là 17 cm. A. natalensis có khoảng 4 dải sọc đen dày ở hai bên thân. Phần sau của vây lưng, vây hậu môn và hai thùy đuôi được viền đen.
Số gai ở vây lưng: 12–13; Số tia vây ở vây lưng: 12–13; Số gai ở vây hậu môn: 2; Số tia vây ở vây hậu môn: 12–13.

## Sinh thái học
Thức ăn của A. margariteus có lẽ là các loài giáp xác nhỏ và tảo. Cá đực có tập tính bảo vệ và chăm sóc trứng.

## Thương mại
A. natalensis là một loài có giá trị trong ngành buôn bán cá cảnh.